# Qing cheng zhi lian
Qing cheng zhi lian (傾城之戀, comercialitzada com Love in a Fallen City) és una pel·lícula de Hong Kong de 1984 dirigida per Ann Hui. El guió era una adaptació de la novel·la homònima d'Eileen Chang, i fou produïda per Shaw Brothers Studio. La pel·lícula és protagonitzada per Chow Yun-fat i Cora Miao.
La pel·lícula va seguir el rastre de l'aclamada pel·lícula del Vietnam de Hui Tau ban no hoi, però va tenir un èxit comercial molt més modest. La pel·lícula va guanyar 8.134.727 HK$. Ann Hui va adaptar una altra novel·la d'Eileen Chang tretze anys més tard a Ban sheng yuan.

## Trama
La pel·lícula està ambientada a la dècada de 1940 a Xangai i Hong Kong. Bai Liu-Su (Cora Miao) és una divorciada introvertida que té sentiments de culpabilitat després de trencar amb el seu marit bo per no res. La seva família nombrosa i extensa sent que els ha avergonyit amb el divorci. La seva situació a casa s'ha tornat insuportable. Fan Liu-yuan (Chow Yun-Fat), un encantador home de negocis malai amb seu a Hong Kong, que sempre està envoltat de dones, visita Xangai i s'interessa per Bai després de trobar-la a través d'amics comuns. Fan veu en Bai el que molts altres no veuen i fa tot el possible perquè s'enamori de nou. Una parella de mitjana edat intenta emparellar-los.
Bai s'arrisca i decideix visitar Hong Kong amb la invasió japonesa de la Xina, disposada a arriscar-ho tot només per sortir de la seva incòmoda situació familiar; tot i que s'enamora, el futur és incert. És només a través de la supervivència de Hong Kong com a civils que els dos s'adonen que s'estimen de veritat.

## Repartiment
- Cora Miao: Pai Liu-so
- Chow Yun-fat: Fan Liu-yuan
- Chiao Chiao: quarta agaermana
- Chin Tsi-ang
- Wai Yee Chin
- Chung King-fai: senyor Hsu
- Helen Ma: senyora Hsu
- Gam Chuen: germà de Pai Liu-so
- Geung Chung-ping: Pai Lao-san
- Man Huang: mare de Pai Liu-su
- Elaine Jin
- Lai Yin-san: setena germana

## Premis
La pel·lícula va guanyar el premi a la millor banda sonora de pel·lícula original (Lam Man-Yi) als Hong Kong Film Awards de 1985. Va ser nominafs a tres premis més, que no va guanyar:
- Millor actriu secundària (Chiao Chiao)
- Millor fotografia (Anthony Hope)
- Millor direcció artística (Tony Au).

El dissenyador de vestuari Wong Yiu Lin va rebre el premi al millor disseny de vestuari als Premis de Cinema Golden Horse de 1984.